# Monte S. Paolo - Monte La Falconara
Monte S. Paolo - Monte La Falconara este o arie protejată (arie specială de conservare — SAC, sit de importanță comunitară — SCI) din Italia întinsă pe o suprafață de 985 ha, integral pe uscat.

## Localizare
Centrul sitului Monte S. Paolo - Monte La Falconara este situat la coordonatele 41°35′15″N 14°04′12″E / 41.5875°N 14.07°E.

## Înființare
Situl Monte S. Paolo - Monte La Falconara a fost declarat sit de importanță comunitară în septembrie 1995 pentru a proteja 15 specii de animale. Situl a fost protejat și ca arie specială de conservare în martie 2017.

## Biodiversitate
Situată în ecoregiunea mediteraneană, aria protejată conține 5 habitate naturale: Pajiști uscate seminaturale și facies de acoperire cu tufișuri pe substraturi calcaroase (Festuco-Brometalia) (* situri importante pentru orhidee), Păduri de Quercus ilex și Quercus rotundifolia, Păduri de stejar alb estice, Păduri panonice-balcanice de stejar turcesc - stejar sesil, Pseudostepă cu ierburi și specii anuale de Thero-Brachypodietea.
La baza desemnării sitului se află mai multe specii protejate:
- păsări (10): acvilă de munte (Aquila chrysaetos), șerpar (Circaetus gallicus), presură de grădină (Emberiza hortulana), șoim de iarnă (Falco columbarius), șoim călător (Falco peregrinus), șoimul rândunelelor (Falco subbuteo), muscar-gulerat (Ficedula albicollis), gaia neagră (Milvus migrans), gaia roșie (Milvus milvus), viespar (Pernis apivorus)
- mamifere (3): lupul (Canis lupus), Rupicapra pyrenaica ornata, urs brun (Ursus arctos)
- nevertebrate (1): Rosalia alpina
- reptile (1): șarpele cu patru dungi (Elaphe quatuorlineata)

Pe lângă speciile protejate, pe teritoriul sitului au mai fost identificate 7 specii de plante, 8 specii de mamifere, 1 specie de nevertebrate, 4 specii de reptile.